# Banda Machos
La Banda Machos es una banda musical mexicano del género Technobanda, procedente de la ciudad Villa Corona, Jalisco, México, fundada en el año 1990.

## Inicio
En 1990 doce jóvenes de Villa Corona, decidieron formar un grupo musical. Ellos fueron:  Arturo Ávila Trujillo (saxofón alto) Efraín López Heredia (baterista) Javier Vidal Pulido (tecladista) Agustín Mariscal Carrillo (trompetista y segunda voz) Leocadio Bueno Hernández (sax tenor y clarinete) Arturo García (cantante) Rubén de Landa Serrano (trompetista y segunda voz) Mauricio Bueno Camacho (sax tenor y clarinete) Eleuterio Velázquez Cano (trombón) Bernardo Lomeli Román (trombón) José Juan Guardado Rosales (bajista) y Ramiro Pérez (guitarrista) fue el señor Elbert Moguel cantante y fundador de Los Strwck autor de La Suegra éxito que grabarian años más tarde  quien los bautizara como Banda Machos, además de ser el padrino de está agrupación.
En aquel tiempo su primer vocalista fue Arturo García quien salió de la banda para que en su lugar entrara Raúl Ortega, quien junto a José Morfín (Pepe Morfín) dieron su voz a los mejores éxitos de la banda, Heriberto Pérez (El hijo de Chila) y Julio César Guerrero se integraron a la agrupación a la salida definitiva en 2002 de Raúl Ortega, actualmente la Banda cuenta con tres vocalistas Alejandro Diaz (Se integró en 2004), Jonathan del López y Brandon Ortega (sobrino de Raúl Ortega) que se incorporó en 2024.

## Aportación musical
Es, al igual que Banda El Recodo, entre otras agrupaciones, responsable de impulsar un estilo más bailable de la banda al combinarse con la cumbia, creando lo que se conoce como cumbia banda que es básicamente un cumbión (cumbia con compás doble) fusionada con los sonidos de una banda sinaloense tradicional. También popularizaron en México el estilo y movimiento creado llamado  technobanda o quebradita creado por agrupaciónes como Vaqueros Musical, Banda Toro, Mi Banda El Mexicano, Banda R-15 y Banda Móvil al usar instrumentos electrónicos intercambiado la tuba por bajo eléctrico, los horns por teclados y los timbales y tambora por híbridos de batería compuestos por bombo eléctrico Roland y configuraciones de Toms y timbales al frente con afinaciones muy apretadas  en lugar de los instrumentos convencionales que utilizaban las bandas.

## Éxitos
Entre sus canciones más famosas están: Te lo debo a ti, Mi tesoro, Leña de Pirul, Sangre de Indio, Un indio quiere llorar, Mi luna y mi estrella, Historia sin fin, un cariño como tu, Casimira, La culebra, Al gato y al ratón, Mí chica ideal, Zappa mambo (incluida en el soundtrack de la película Mi familia)  Me llamo Raquel, La suegra, 20 mil heridas, Sueños compartidos, Cuatro meses y hasta ahora de nuevo material discográfico El próximo tonto y "No hay problema", que ha estado sonando fuerte en la radio. Además, en el disco 16 Reales Hits se incluyen 15 éxitos y un tema inédito (El profesor), ahora en su página web hay un nuevo tema que es el famoso tema (El sonidto), creado por Hechizeros Band, que consiste en simplemente un teclado y un efecto en este que le da el ambiente a la canción, incluido en su nueva producción Corridos Prohibidos En Vivo.
Sus temas musicales tienen líricas satíricas, chuscas y de doble sentido, resaltando en este sentido por ejemplo Las nachas, Me llamo Raquel, El profesor, La manguera, entre otras.

## Impacto en sociedad
Uno de los temas más recordados de la agrupación es La culebra, una versión del tema hecho por el compositor cubano Obdulio Morales y popularizado por Benny Moré. Dicha canción, publicada en el disco Casimira de 1992, fue utilizada para amenizar un mitin político del candidato a la presidencia de México por el Partido Revolucionario Institucional, Luis Donaldo Colosio en Lomas Taurinas, en la ciudad fronteriza de Tijuana el 23 de marzo de 1994. Dicho tema sonaba en el mismo momento en que el candidato fue asesinado.
La única videograbación existente muestra cómo un desconocido empuña un arma de fuego a la cabeza del candidato mientras suena la música y le dispara hiriéndole de muerte. Se dice que este tema musical fue puesto en los altavoces como señal para asesinar al candidato, ya que parte de la letra de la canción versa, "Ay, si me muerde los pies!, Yo la quiero acurruñar si me muerde los pies, yo la tengo que matar". La estrofa que estaba sonando en los altavoces en el momento del magnicidio era "Huye, José!".
La última estrofa es la que supuestamente era la señal para su asesinato[cita requerida].  Para el grupo, el hecho significó algo negativo durante algún tiempo dado que el tema, uno de los de mayor popularidad de la banda, dejó de ser transmitido en la radio por una petición de respeto al duelo de la familia del candidato. De manera coincidental, la banda tenía programado un concierto para el cierre de campaña del candidato asesinado. Otro hecho curioso fue que un año después del atentado, Banda Machos se presentó en Lomas Taurinas y fueron un éxito total.

## Discografía oficial
Anexo: Discografía de Banda Machos

## Videografía
La siguiente es la lista de videos de Banda Machos:
1.-La secretaria.
2.-Tu abandono.
3.-Mi luna, mi estrella.
4.-Historia sin fin.
5.-Recuérdame y ven,
6.-La suegra.
7.-Te vas.
8.-La negra le pone.
9.-Sueños compartidos.
10.-Cuatro meses.
11.-El próximo tonto.
12.-No hay problema.
13.-Arremangala arrempujala.
14.-La petacona.
15.-Ataques de ansiedad 
16.-Dime ven 
17.-Ella tiene un amante 
18.-Somos aire 
En VHS
Banda Machos Frente a Banda Móvil.
1993
En DVD
Banda Machos: En vivo desde Morelia.
2005
Notas:
Tu abandono y Mi luna, Mi estrella solo pueden ser vistos en la página oficial.
El video de La secretaria no está disponible.